# Lilla Örsjön (Gustav Adolfs socken, Värmland)
Lilla Örsjön är en sjö i Hagfors kommun i Värmland och ingår i Göta älvs huvudavrinningsområde. Sjön är 27 meter djup, har en yta på 0,663 kvadratkilometer och är belägen 308,3 meter över havet. Vid provfiske har abborre, gädda och mört fångats i sjön.

## Delavrinningsområde
Lilla Örsjön ingår i det delavrinningsområde (665016-139235) som SMHI kallar för Utloppet av Lilla Örsjön. Medelhöjden är 335 meter över havet och ytan är 7,53 kvadratkilometer. Det finns inga avrinningsområden uppströms utan avrinningsområdet är högsta punkten. Vattendraget som avvattnar avrinningsområdet har biflödesordning 4, vilket innebär att vattnet flödar genom totalt 4 vattendrag innan det når havet efter 397 kilometer. Avrinningsområdet består mestadels av skog (74 procent). Avrinningsområdet har 0,67 kvadratkilometer vattenytor vilket ger det en sjöprocent på 8,9 procent.